# Akira Išida
Akira Išida (japonsky: 石田 章, Išida Akira; narozen 23. května 1949 v Tokiu v Japonsku) je profesionální hráč Go.

## Životopis
Akira Išida se narodil roku 1949 v Tokiu, jako druhý syn profesionálního hráče Go. Byl studentem Fukudy Masajoši. Profesionálním žákem se stal v devíti letech a profesionální shodan získal o devět let později. Pak následoval rychlý postup. Brzy se velmi dobře uvedl na turnajové scéně. V roce 1978 mu byla udělena cena KIDO za vynikající techniku.

## Dílo
Attack and Defense – Kniha s goistickou tematikou, která je pátým dílem série "Elementary Go Series". Napsaná jím a Jamesem Daviesem v roce 1979. Vydalo nakladatelství The Ishi Press v Tokiu roku 1980. Kniha se zabývá základní problematikou střední hry.

## Úspěchy

### Třídy
- 1966 – Shodan
- 1967 – 2. dan
- 1968 – 3. dan
- 1970 – 4. dan
- 1971 – 5. dan
- 1973 – 6. dan
- 1975 – 7. dan
- 1979 – 8. dan
- 1982 – 9. dan

### Turnaje
- 1972 – vítěz v Oteai
- 1976 – druhý ve finále turnaje Prime Minister's Cup
- 1977 – druhý ve finále na turnaji sedmích danů v Kisei
- 1978 – získal titul Shin-jin
- 1979 – získal titul Shin-jin